# 何家岗水库
何家岗水库是中国辽宁省丹东市东港市境内的一座水库，位于龙态河支流吊水楼河上，建于1957年。水库正常库容为1590万立方米，集雨面积为30平方千米，海拔为11.3米。